# تفسیر نمونه
تفسیر نمونه از تفاسیر شیعی قرآن به زبان فارسی، تألیف  ناصر مکارم شیرازی و گروه نویسندگان در قرن ۱۴ هجری است. این تفسیر در ۲۷ جلد در ایران منتشر شده و به زبان‌های انگلیسی،آذربایجان عربی و اردو نیز ترجمه شده‌است. جدیداً این تفسیر به صورت کاملاً علمی و جدید و با پرداختن به جزیی‌ترین مسایل تا جزء ۵ در حال نوشته شدن است.

## ویژگی‌ها
این تفسیر به صورت ترتیبی و از ابتدای قرآن تنظیم شده‌است. ضمناً به زبان ساده، گویا و قابل استفاده برای عموم نوشته شده و شامل همهٔ آیات قرآن کریم است. مهم‌ترین ویژگی این تفسیر، عصری و اجتماعی بودن است. ویژگی دیگر آن در پرداختن و توجه به جنبه‌های هدایتی و تربیتی آیات قرآن است.

گروهی از نویسندگان تفسیر نمونه ـ نفر اول از چپ: مکارم شیرازی

## شیوهٔ نگارش
شیوهٔ ارائهٔ مطالب در این تفسیر چنین است که در آغاز، پس از بیان نکات کلی در هر سوره، به فضای حاکم بر سوره، سبک و سیاق و موضوعات مهم مطرح شده در سوره اشاره می‌شود، سپس به مضمون آیه پرداخته و با آوردن متن عربی و ترجمه چند آیه و ارائه توضیحات کلی، با روشی تحلیلی، مسائل زندگی و هدایت انسان با استفاده از آیات قرآن تشریح می‌شود.

## گروه مؤلفان
تفسیر نمونه اثر گروهی از نویسندگان زیر نظر ناصر مکارم شیرازی است. از جملهٔ مؤلفان این تفسیر می‌توان به: محمدرضا آشتیانی، محمد جعفر امامی، داود الهامی، اسداللّه ایمانی، عبدالرسول حسنی، سید حسن شجاعی کیاسری، سید نورالله طباطبائی، محمود عبداللهی، محسن قرائتی و محمد محمدی اشتهاردی اشاره کرد.

## نسخه های دیجیتال
در سالهای اخیر نسخه اندروید و ویندوزفون این تفسیر برای دسترسی بهتر مخاطبان با قابلیت جستجو آماده گردیده است. 